# Rudolfiella floribunda
Rudolfiella floribunda (Schltr.) Hoehne (1953), es una especie de orquídea de hábito terrestre, originaria de Sudamérica. 

## Descripción
Es una especie herbácea de pequeño tamaño, que prefiere el clima caliente, litófita o  epífita con pseudobulbos ovoide-piriformes, glabros con varias brácteas basales con textura de papel  con una sola hoja elíptica-lanceolada, atenuada, aguda, subcoriácea y  rígida con un alargado pecíolo cilíndrico que florece en una inflorescencia lateral de 36 cm de largo, muy laxa, con varias flores en racimo, que se producen en el verano y el invierno  en la naturaleza.

## Distribución y hábitat
Encontrado en Colombia, Ecuador y Perú en los bosques tropicales húmedos en elevaciones de 200 a 800 m s. n. m.

## Sinonimia
- Lindleyella floribunda Schltr. (1924) (Basionymum)
- Lindleyella saxicola Schltr. (1924)
- Bifrenaria saxicola (Schltr.) C. Schweinf. (1944)
- Schlechterella saxicola (Schltr.) Hoehne (1944)
- Bifrenaria floribunda (Schltr.) C. Schweinf. (1944)
- Schlechterella floribunda (Schltr.) Hoehne (1944)
- Rudolfiella saxicola (Schltr.) Hoehne (1953)[1]